# Dominique Théron
Pour les articles homonymes, voir Dominique et Théron.
Dominique Théron est un réalisateur français.
il est le fils du peintre Pierre Théron à qui il a consacré un court métrage, L'Été perdu, récompensé par un César du meilleur court métrage documentaire en 1988.

## Filmographie partielle
Réalisateur :
- 1987 : L'Été perdu, court-métrage Lire en ligne
- 1987 : Mon désert
- 1988 : De feuilles et de terre - architectures traditionnelles au Cameroun
- 1992 : La Forêt de la longue attente, téléfilm, 1h30[1] (En la forêt de longue attente est également un roman et poème de Charles Ier d'Orléans).

## Nominations et récompenses
- César du meilleur court métrage documentaire en 1988 pour L'Été perdu